# Barbara Issakides
Barbara Issakides (née le 31 mai 1914 à Vienne, morte le 29 août 2011 dans la même ville) est une pianiste et résistante autrichienne au nazisme.

## Biographie
Barbara Issakides est la fille d'un homme d'affaires viennois. De 1930 à 1942, elle étudie le piano à l'académie de musique de Vienne, où elle est l'élève de Viktor Ebenstein, Emil von Sauer et Friedrich Wührer.
En tant que pianiste, on peut l'entendre à la radio et lors de concerts à Vienne. Des tournées de concerts l'emmènent en Pologne, en Hongrie, en Angleterre et dans d'autres pays européens.
Barbara Issakides est une connaissance de Heinrich Maier, prêtre de Gersthof, qui, comme elle, rejette le nazisme. Grâce à ses concerts, elle peut quitter l'Autriche nazie. Lors d'un voyage en Suisse fin 1942, son attitude antinazie attire l'attention de l'avocat Kurt Grimm, qui a émigré d'Autriche et est devenu un informateur pour l'Office of Strategic Services, les services secrets américains. Cela permet d'établir des contacts entre le groupe Maier-Messner-Caldonazzi et les Alliés. Josef Joham confirme à Grimm la fiabilité d'Issakides. Lors d'un autre voyage en mars 1943, elle peut discuter ouvertement des plans et des objectifs du groupe avec Grimm. Fin 1943, elle se rend en Suisse avec Maier, où Maier rencontre Grimm et lui donne des informations sur les installations de production de fusées et de caoutchouc synthétique. Issakides rencontre Allen Dulles, le chef du bureau OSS de Berne. Dès lors, le groupe de résistance est en contact constant, quoique irrégulier, avec les services secrets.
Le groupe est dénoncé, vraisemblablement par des agents doubles dans le cercle des informateurs de l'OSS, et bon nombre de ses principaux membres sont arrêtés. Barbara Issakides est arrêtée le 31 mars 1944 alors qu'elle tente de transférer de l'argent de l'OSS. Elle est détenue pendant plus de huit mois et subit d'innombrables interrogations et des tortures. Contrairement à Maier et à d'autres membres du groupe de résistance, elle n'est pas inculpée.
Après la Seconde Guerre mondiale, elle épouse le médecin Karl Fellinger. Elle apparaît peu en public. Elle étudie le droit à l'université de Vienne. Après sa mort en 2000, Barbara Fellinger fonde en 2002 l'association à but non lucratif Fellinger-Krebsforschung, pour la recherche contre le cancer, à laquelle elle lègue une grande partie de ses actifs.